# Szóbuborék

A négy leggyakoribb szóbuborék, felülről lefelé: beszéd, suttogás, gondolat, sikoltás

A szóbuborékok egy grafikus konvenció a képregényekben, hogy a szereplők szavait vagy gondolatait kifejezzék. A beszédet és a gondolatokat képviselő buborékok gyakran különböznek egymástól.

## Története
Különböző módon szemléltetni, hogy egy rajzolt figura mit mond, a nyugati világ grafikájában legalább 1200-as évek óta létezett. A modern szóbuborékok, ahogy manapság ismerjük őket, az 1600-as években jelentek meg. 

A XX. század növekvő képregény/rajzsorozat ágazatában a buborékok formája egyre egységesebbé vált, de a különböző kultúrákban (pl. USA vagy Japán) kialakult formális egyezmények észrevehetően eltérhetnek.
A régebbi képregényekben a szóbuborékok kevésbé gyakoriak voltak, különösen a kalandsorozatokban, például Alex Raymond Flash Gordon és Hal Foster Prince Valiant valamint  a Tarzan, ahol a történetet nagyrészt felirat formájában mondták el. Európában a szóbuborékok valamivel ritkábbak voltak mint az Egyesült Államokban, vagy pedig szövegdobozokkal párhuzamosan használták. Ennek egyik példája a holland karikaturista Marten Toonder Tom Puss sorozata, amelyben a történetet a keretek alatti szövegdobozokban mondják el. A szövegdobozok majdnem annyi helyet foglaltak, mint a képek, így a képsorok kétszer akkorák lettek.
A Sam's Strip egyike volt az első olyan sorozatnak, amely tréfálkozott a beszédbuborékok jelenségével, úgy hogy a szereplők mindennapi életének részeként kezelte őket. A buborékokat el lehetett vinni, tárolni lehetett egy raktárban vagy rossz irányba fordítani.

## Megszokott formák

### Szövegbuborékok
A leggyakoribb forma a szövegbuborék. Általában kétféle típust használnak, az egyiket a képen szereplő karakterekhez, a másikat pedig azokhoz akik a képen kívül vannak. A képen szereplő (a keretben teljesen vagy részben látható) mindig olyan beszédbuborékot kap amelynek a „farka” a beszélőre mutat.  
Nem minden beszédbuborék nem tartalmaz olvasható szöveget. Néhány úgynevezett  felkiáltó buborékok  írásjeleket tartalmaznak (a kérdőjel és a felkiáltójelek a leggyakoribbak), hogy megmutassák az alak viszonyulását, hozzáállását a helyzethez vagy más karakterek - például #, halálfej, viharfelhők - amelyek káromkodást, szitkozódást szimbolizálnak. A villanykörte egy szövegbuborékban (vagy egy gondolati buborékban) azt jelzi, hogy a szereplőnek támadt egy ötlete. Ha a szöveg csak egy vagy több Z-t tartalmaz, azt általában az jelenti, hogy a szereplő  alszik és esetleg horkol is.
A képből kieső szereplők esetében többféle szóbuborék lehetséges, amelyek közül néhány némileg nem szokványos. Nyugaton a leggyakoribb az, hogy a szabványos buborékot használnak és a buborék farka a kép azon szélére mutat, amelyhez a nem látszó beszélő a legközelebb képzelhető. A manga-ban olyan buborékokat használnak amelyeknek a farka ahelyett, hogy kifelé, a buborékba befelé mutat. A harmadik változatot Marjane Satrapi, a Persepolis alkotója kreálta és a farkot egy a keret széléhez kapcsolódó homokóra helyettesíti.
Néhány amerikai sorozat farok nélküli szóbuborékot használ,  ezzel jelezve, hogy a beszélő helyzete és azonossága ismeretlen, vagyis csak egy tömeg része.

### Gondolatbuborékok

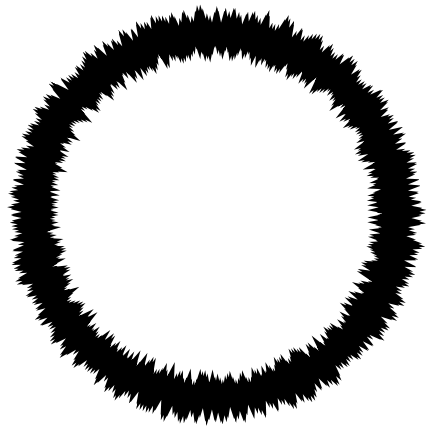
Bolyhos buborék

A gondolati buborékoknak két változata van, a „bolyhos” buborék és a láncbuborék.
A láncbuborék szinte egyetemesen elfogadott a gondolat jelképezésére a rajzsorozatokban. Ez egy nagy felhő alakú buborék, amely a gondolat szövegét tartalmazza, és amely a megfelelő szereplőhöz kapcsolódik kisebb, kerek, csökkenő méretű buborékokból álló lánccal.
Egy másik, kevésbé konvencionális gondolatbuborék a bolyhos (fuzzy) buborék, amelyet jelenleg leginkább a mangában használnak (pl. Ken Akamatsu). A bolyhos buborék általában kör alakúak, de a buborék széle nem egy folytatólagos vonalból áll, hanem apró vonalkákból van kialakítva ami egy elmosódott benyomást kelt. Az ilyen gondolati buborékoknál nem használnak farkat, csak egyszerűen a megfelelő figura közelében helyezik el.

### Egyéb formák
- Sikoltás buborékok, amelyeknek tüskés („felrobbanó”) formája van, gyakran villámszerű farokkal és nagy, vastag szöveggel. Azt jelzik, hogy a szereplő sikoltozik.
- Suttogás buborékok, szaggatott vagy pontozott körvonalakkal és gyakran kicsi és homályos felirattal. Azt jelzik, hogy az illető suttog.
- Jégcsap buborékok, amikor a buborékról jégcsapok lógnak le. Azt jelzik, hogy a szereplő „jéghideg” vagy hűvös valakivel vagy valamivel szemben.

### Szövegdobozok
A szövegdobozok általában narratív célokat szolgálnak. Általában négyszög alakúak és a keret tetején vagy alján helyezkednek el. Gyakran színezve vannak, ezzel jelezve, hogy különbség van közöttük és a leggyakrabban fehér színű szóbuborékok között.

## Alkotóspecifikus változatok

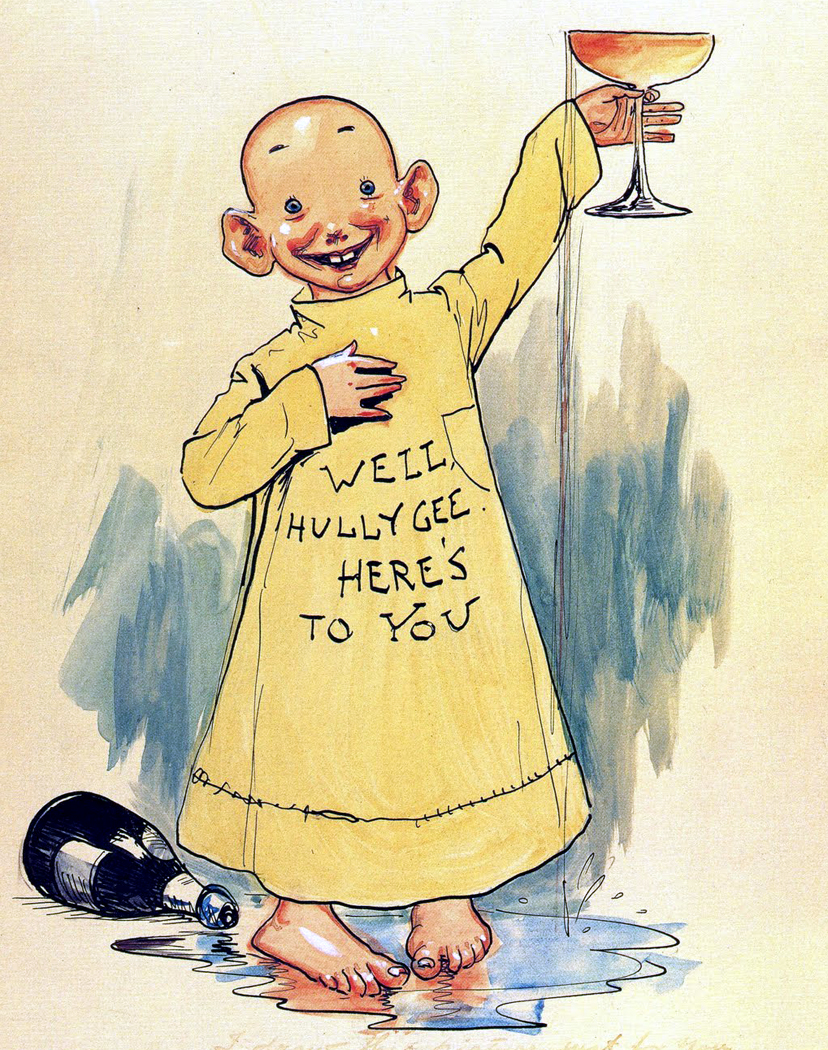
The Yellow Kid, szöveg az ingére írva

Néhány sorozat rendkívül szokatlan módszereket használ. Talán a leginkább figyelemre méltó példa a The Yellow Kid rajzsorozat, amelyet gyakran a világ első, rendszeresen megjelenő rajzsorozatának tartanak. A főszereplőnek a szavai (a többi alaknak nem), a nagy sárga köntösére vannak írva.
Figyelemre méltó Dave Sim sokféle változata a Cerebus sorozatában. A buborék alakjától, méretétől és helyétől, valamint a buborék szövegének szerkezetétől és alakjától függően Sim sok információt tudott közölni a szereplőkről. Többek között különféle buborékokat használtak különböző lelkiállapotok (pl. részegség) vagy pl. a visszhang érzékeltetésére. Az Asterix-ben, René Goscinny és Albert Uderzo farok nélküli buborékokat használtak, hogy távoli vagy nem látszó beszélőt jelezzenek.
A különböző típusú beszédbuborékokkal való kísérletezésének egy korai úttörője Walt Kelly volt a Pogo sorozatában.
A Sim és a Kelly által használt eljáráshoz hasonlót alkalmaznak a MAD Magazine ismétlődő Monroe sorozatában, ahol néhány szó nagyobb vagy szokatlan betűtípusokkal van megjelölve a mondanivaló kiemelésére.
Ének esetében gyakran kottajeleket írnak a buborékba. Melody Valentine szóbuborékjaiban, a Josie and the Pussycat sorozatban, állandóan kottajelek is vannak, jelezve, hogy éneklő hangon beszél.
A mangában sok esetben hajlamosak arra, hogy a buborékban belsejébe a cselekvés szempontjából fontos szöveget illesszék be, míg a buborékokon kívül firkaszerűen az ironikus megjegyzéseket.

## Olvasási sorrend
Annak érdekében, hogy a sorozat párbeszédei érthetőek legyenek, azokat sorban kell olvasni. Így alakult ki a buborékok olvasási rendje. Az egyes buborékok olvasásának sorrendje attól függ, hogy a szöveg hogyan olvasandó az aktuális nyelven. A magyar és a latin betűkkel írt egyéb nyelvek esetében balról jobbra, míg például japán esetében jobbra balra.
Néha a buborékok egymásra vannak rakva, amikor egy szereplőhöz több buborék tartozik. Az ilyen sávokat felülről lefelé olvassák.
Ha az egyezményeket nem tartják be, az olvasási rendszer bizonytalan lesz, ami megzavarja az olvasót.
Amikor egy eredetileg egyik irányból olvasott sorozatot lefordítanak egy másik nyelvre amelynek fordított olvasási rendje van, azok gyakran csak egyszerűen tükrözött képeket tartalmaznak. Ez megkönnyíti ugyan az olvasást, de a képek nem hatnak természetesnek. Ezért mostanában terjedt el az, hogy a latin betűkkel írt nyelvekre lefordított japán sorozatok megtartják a képrendjüket és így „hátulról” kell azokat olvasni.

## Betűtípus
Egyes alkotók kézzel írják be az összes szöveget, mások pedig nem. Egy modern alternatíva a számítógépes szöveg, főleg a manga sorozatok fordításában használt technika. A szövegstílus eléggé egységes a képregény ágazatban. Mindent nagybetűvel írnak kivéve az "Mc" kezdetű vezetéknevet és Comic Sans stílusú lekerekített betűtípust használnak.
Az angolszász nyelvterületeken gyakran használják a talpatlan (sans-serif) stílust a szóközi nagy „I” betű írásakor, míg a talpas (serif) stílust a személyes névmás „I” esetében.

## Lásd még
- Manga
- Manhva

## Fordítás
Ez a szócikk részben vagy egészben  a   Pratbubbla című svéd Wikipédia-szócikk fordításán alapul.  Az eredeti cikk szerkesztőit annak laptörténete sorolja fel. Ez a jelzés csupán a megfogalmazás eredetét és a szerzői jogokat jelzi, nem szolgál a cikkben szereplő információk forrásmegjelöléseként.